# إيغون هورست
إيغون هورست (بالألمانية: Egon Horst)‏ (25 نوفمبر 1938 بأشافنبورغ في ألمانيا - 16 فبراير 2015 في ألمانيا) هو لاعب كرة قدم ألماني في مركز الدفاع. لعب مع شالكه 04 ونادي هامبورغ.

## وصلات خارجية
- إيغون هورست على موقع قاعدة بيانات كرة القدم.إي يو (الإنجليزية)
- إيغون هورست على موقع بيانات كرة القدم. دي إي (الألمانية)
- إيغون هورست على موقع عالم كرة القدم.نت (الإنجليزية)